# Bonaventura Hahn
Bonaventura Hahn (1550?, Hlohov – 29. června 1602, Olomouc) byl římskokatolický duchovní. Mezi lety 1596 a 1599 byl vratislavským biskupem.

## Životopis
Otec Bonaventury Hahna byl rektorem městské školy v Hlohově a později vratislavským biskupským kancléřem. Bonaventura Hahn vychodil gymnázium v Nise a dále studoval ve Vídni a Ingolstadtu, kde v roce 1571 získal doktorát z filozofie.
Roku 1574 se stal kanovníkem vratislavské kapituly. V roce 1575 odcestoval z pověření biskupa Ondřeje Jerina do Říma, kde absolvoval Collegium Romanum a roku 1577 byl vysvěcen na kněze. O rok později se stal doktorem obojího práva na univerzitě v Bologni.
Po smrti biskupa Jerina byl Bonaventura Hahn 5. prosince 1596 zvolen biskupem. Jeho protikandidát Pavel Albert však vyvinul diplomatické tlaky ve Vídni a císař Rudolf II. požádal papeže Klementa VIII., aby Hahna dovedl k rezignaci. Stalo se tak 19. února 1599 a kapitula následně zvolila biskupem Pavla Alberta. Bonaventura Hahn odešel do Olomouce, kde později zemřel. Jeho ostatky jsou uloženy v katedrále svatého Jana Křtitele ve Vratislavi.